# Adejeania townsendi
Adejeania townsendi là một loài ruồi trong họ Tachinidae.